# Epiphragma cinereinotum
Epiphragma cinereinotum är en tvåvingeart som beskrevs av Alexander 1931. Epiphragma cinereinotum ingår i släktet Epiphragma och familjen småharkrankar. Inga underarter finns listade i Catalogue of Life.